# 地球末日
《地球末日》（英語：Last Days on Earth）是由20/20在美國廣播公司播出的科學特別節目，並在2006年8月由歷史頻道播出。
該節目敘述的世界末日有火山爆發、小行星撞擊、流感、氣候變遷、伽瑪射線暴、核戰爭、Machine rule。主持的科學家有加来道雄、奈爾·德葛拉司·泰森、史蒂芬·霍金、Kevin Warwick。在2007年，它獲得了艾美獎的提名。

## 外部連結
- 互联网电影数据库上地球末日的资料（英文）